# Calanidae
Famille
Les Calanidae sont une famille de crustacés copépodes de l'ordre des Calanoida.

## Liste des genres
Selon World Register of Marine Species (7 mai 2024) : 
- Calanoides  Brady, 1883
- Calanus Leach, 1816
- Canthocalanus Scott A., 1909
- Cosmocalanus Bradford & Jillett, 1974
- Mesocalanus Bradford & Jillett, 1974
- Metranura Brady, 1915
- Nannocalanus Sars G.O., 1925
- Neocalanus Sars G.O., 1925
- Undinula Scott A., 1909